# Patrick Strzoda
Patrick Strzoda (Thann, 5 gennaio 1952) è un politico francese, ex prefetto francese e capo dello staff dell'attuale presidente Emmanuel Macron.

## Primi anni
Patrick Strzoda è nato il 5 gennaio 1952 a Thann, nell'Alto Reno, in Francia da una famiglia d'origine polacca. Si è laureato presso l'Università della Franca-Comté, dove ha conseguito una laurea in lingua inglese, e presso l'Università di Strasburgo, dove ha conseguito invece una laurea in giurisprudenza. 

## Carriera
Strzoda è stato capo dello staff del prefetto della Dordogna dal 1985 al 1987. 
È stato poi sottoprefetto del comune di Saint-Jean-de-Maurienne dal 1987 al 1989 e segretario generale del comitato per le Olimpiadi invernali del 1992 ad Albertville. È stato in seguito segretario generale della prefettura di Drôme a Valence dal 1992 al 1994, e sottoprefetto di Arles dal 1995 al 1996. 
Strzoda è stato prefetto delle Hautes-Alpes dal 2002 al 2004, prefetto di Deux-Sèvres nel 2005 e prefetto del consiglio regionale della Savoia dal 2006 al 2007. È stato prefetto di Hauts-de-Seine dal 2009 al 2011, Prefetto della Corsica del Sud dal 2011 al 2013, e infine Prefetto della Bretagna da giugno 2013 a maggio 2016. 
Dopo essere stato capo dello staff del primo ministro Bernard Cazeneuve dal 4 maggio 2016 al 27 aprile 2017, il 14 maggio è stato nominato dal presidente Emmanuel Macron capo del suo staff.